# Paul Jürges
Paul Christian Jürges, auch Juerges (* 30. November 1864 in Wismar; † 8. Dezember 1927 in Rostock) war ein deutscher Klassischer Philologe und Bibliothekar.

## Wirken
Paul (Christian) Jürges war Sohn des Wismarer Akzise-Buchhalters Christian (Friedrich Wilhelkm) Jürges. Er bestand in Wismar seine Reifeprüfung und studierte danach Klassische Philologie und Geschichte, zunächst seit 1884 an der Universität Leipzig, seit 1886 dann an der Universität Göttingen. In Göttingen wurde er 1892 bei dem berühmten Klassischen Philologen Ulrich von Wilamowitz-Moellendorff promoviert. Ein Jahr später (1893) legte er das Staatsexamen für den höheren Schuldienst ab. In der Zeit von 1892 bis 1924 war er als Bibliothekar im wissenschaftlichen Bibliotheksdienst tätig, zunächst 1892/93 als Hilfsarbeiter an der Staats- und Universitätsbibliothek Göttingen, von 1893 bis 1897 an der Universitätsbibliothek Marburg, von 1897 bis 1899 an der Universitätsbibliothek Bonn, von 1899 bis 1901 wiederum an der Universitätsbibliothek Marburg und schließlich von 1901 bis 1924 an der Hessischen Landesbibliothek Wiesbaden, unterbrochen wegen seines Kriegsdienstes von 1914 bis 1918 im Ersten Weltkrieg. Im Jahre 1913 erhielt er den Professorentitel.

## Schriften
- De Sallustii historiarum reliquiis capita selecta. Schroedter, Einbeck 1892 (Dissertation Universität Göttingen) (Digitalisat) (mit eigenem Lebenslauf).
- Der Liber horarum canonic. sec. nov. imp. eccl. Bamberg, rubricam von J. Sensenschmidt u. H. Petzensteiner (Bamberg 1484). In: Beiträge zur Theorie und Praxis des Buch- und Bibliothekswesens, Bd. 1 (1894), S. 67–73.
- Ein Autographon Melanchthons vom Begriff der Kirche. In: Zeitschrift für Kirchengeschichte, Bd. 18 (1898), S. 104–106.
- Die modernen Systeme von Büchergestellen mit verstellbaren Legeböden (= Sammlung bibliothekswissenschaftlicher Arbeiten, Bd. 9). Spirgatis, Leipzig 1895 (Reprint 1969).
- (Hrsg.): Konrad Kluppels Chronik und Briefbuch. Elwert, Marburg 1914.
- (Mitbearb.): Waldecker Chroniken (= Veröffentlichungen der Historischen Kommission für Hessen und Waldeck, Bd. 7,2). Elwert, Marburg 1914.
- Die Ausplünderung der Eberbacher Klosterbibliothek im Dreißigjährigen Kriege. in: Nassauische Heimatblätter, Jg. 20 (1916/17), S. 63–74.
- (Übers.): Alfred von Hedenstjerna / Patron Jönsjons Lebenserinnerungen (= Wiesbadener Volksbücher, Bd. 173). Volksbildungsverein, Wiesbaden 1918.
- (Übers.): Victoria Benedictsson / Kameraden (= Wiesbadener Volksbücher, H. 198). Volksbildungsverein, Wiesbaden 1924.